# Nereis alatopalpis
Nereis alatopalpis är en ringmaskart som beskrevs av Elise Wesenberg-Lund 1949. Nereis alatopalpis ingår i släktet Nereis och familjen Nereididae. Inga underarter finns listade i Catalogue of Life.